# Gaspard Le Compasseur de Créqui-Montfort, marquis de Courtivron
Gaspard Le Compasseur de Créqui-Montfort, marquis de Courtivron, est un militaire français, membre de l'Académie royale des sciences, né au château de Courtivron le 28 février 1715, et mort le 4 octobre 1785 .

## Biographie
Gaspard Le Compasseur est le fils de Jean Le Compasseur, marquis de Courtivron, conseiller du roi, président à mortier au Parlement de Bourgogne, et de Charlotte de Clermont-Tonnerre.
À 15 ans, il est entré dans le régiment du marquis puis maréchal de Clermont-Tonnerre, son oncle, alors commissaire général de la cavalerie. Il a eu une compagnie à 16 ans. Il a participé à la guerre de Succession de Pologne et a été aide de camp du marquis de Clermont-Tonnerre au siège de Philippsbourg et dans les campagnes qui ont suivi ce siège. La paix étant revenue alors qu'il n'avait que 21 ans, il a décidé de reprendre ses études interrompues quand il avait 15 ans. Il a alors étudié les sciences avec Alexis Claude Clairaut avec l'ambition de rentrer à l'Académie des sciences.
La mort de l'empereur Charles VI a allumé la guerre de Succession d'Autriche. Le cardinal de Fleury est favorable à la paix et le comte de Belle-Isle, petit-fils du surintendant Fouquet et gouverneur des Trois-Évêchés, de la Lorraine et du Barrois, favorable à la guerre, en soutenant les prétentions de l'électeur de Bavière comme empereur des Romains. Le 5 juin 1741, Frédéric II signe un traité d'alliance avec le maréchal de Belle-Isle par lequel la France s'engage à soutenir militairement l'Électeur de Bavière. Le marquis de Courtivron a servi dans l'armée de Bohème. Il a alors servi comme aide-maréchal général des logis de la cavalerie dans l'armée commandée par le maréchal de Broglie. Il est blessé au cours d'une opération de ravitaillement du château de Fravenberg. Il est au côté du comte de Saxe pendant sa marche des bords du Danube à Prague et la prise du château d'Ellenbogen (Karlovy Vary). La blessure qu'il avait reçue l'a obligé à quitter l'état militaire l'année suivante après avoir été fait chevalier de Saint-Louis et obtenu un brevet de colonel. Il s'est alors consacré aux sciences.
Il est nommé adjoint mécanicien le 26 avril 1744, associé mécanicien le 31 août 1746, puis pensionnaire vétéran le 10 novembre 1765. Il l'est resté après la réorganisation du 23 avril 1785. 
Il a envoyé plusieurs mémoires à l'Académie des sciences. En particulier, il a écrit des mémoires sur une épizootie qui faisait des ravages dans les troupeaux de bœufs en Bourgogne. Cette maladie avait été amenée par des bœufs ramenés d'Allemagne à la fin de la guerre. C'est une des premières études françaises sur la diffusion des épizooties et les moyens de les arrêter :
- Observations sur la maladie du gros bétail, faites à l'occasion d'une Ordonnance qui proscrivait les cuirs des animaux morts de la maladie contagieuse, 1745, p. 1-8[1]
- Journal sur la naissance, le progrès & le terme de la maladie contagieuse du gros bétail à Is-sur-Tille, ville du duché de Bourgogne avec les observations qui y ont rapport, 1748, p. 133-147[2]
- Essai d'expériences, sur quelques voies de communication de la maladie contagieuse du gros bétail, 1748, p. 323-340[3]

Il a aussi donné plusieurs mémoires sur les forges et une description de cet art qu'il avait étudié comme physicien et comme propriétaire. Ses connaissances en physique lui ont permis d'améliorer les forges qui lui appartenaient :
- Art des forges et des fourneaux à fer, 1762[4]

On lui doit aussi un Traité d'optique, où l'on donne la théorie de la lumière dans le système Newtonien, avec de nouvelles solutions des principaux problèmes de dioptrique & de catoptrique, chez Durand (Paris, 1752). Voltaire lui écrit en 1753 après avoir reçu ses explications sur le Traité d'optique, en 1753.

## Famille
- Jean Le Compasseur, marquis de Courtivron, marié à Marie Pierette Françoise Charlotte de Clermont-Tonnerre ;
  - Jeanne Claude Madeleine Le Compasseur de Courtivron (1709-1758) mariée en 1733 avec Jacques de Brancion (1699-1761),
    - Madeleine Gasparde de Brancion mariée en 1749 avec Jean-Claude de Clermont-Mont-Saint-Jean (†1761)

  - Gaspard Le Compasseur de Créqui-Montfort[7], marquis de Courtivron, marié en premières noces, en 1752, avec Marie Rose Louise Cornette de Saint-Cyr de Cély, décédée en 1753 :
    - Antoine Nicolas Philibert Tanneguy Gaspard Le Compasseur de Créqui-Montfort[8], marquis de Courtivron (1753-1832), dit le marquis de Créquy, marié en 1779 avec Stanislas Christine de Clermont-Tonnerre (1763-1834), petite-fille du maréchal duc de Clermont-Tonnerre,
      - Gaspard Élie Le Compasseur de Courtivron (1780-1806)
      - Louis Philippe Marie Le Compasseur Créqui-Montfort, comte puis marquis de Courtivron (1781-1865), marié avec Armande Constance de La Pallu (1791-1862),
        - Charles-Philippe-Marie Le Compasseur Créqui-Montfort de Courtivron (1815-1861) marié avec Delphine de Clermont-Mont-Saint-Jean (1820-1866),
          - Stanislas Le Compasseur Créqui-Montfort de Courtivron (1844-1908) marié avec la danseuse Eugénie Fiocre
            - Henri Marie Georges Le Compasseur de Créqui-Montfort de Courtivron (1877-1966) marié avec Agnès Hélène Anne de Polignac (1886-1978)

          - Marie Le Compasseur de Créqui-Montfort de Courtivron (1848-1920) mariée en 1867 avec Jules M Le Roy de Lisa de Châteaubrun (1840-1928)

        - Jules-Marie Le Compasseur Créqui-Montfort de Courtivron (1821- )

      - Ludovic Antoine Le Compasseur de Courtivron (1786- ),

marié en secondes noces, en 1759, avec Élie Élisabeth de Fussey,
- Gaspard Le Compasseur de Créqui-Montfort (1761-1787),
- Gaspard-François Le Compasseur de Créqui-Montfort, Vicomte de Courtivron (1762- ) marié en 1786 avec Adèle de Migieu,
- César-Louis-Marie-Gabriel Le Compasseur de Créqui-Montfort (1772-1809) marié avec Charlotte de Boiveau,
- Marie-Sophie Le Compasseur de Créquy-Montfort, chanoisesse au chapitre d'Alix.